# Giacomo Filippo Maraldi
Pour les articles homonymes, voir Maraldi.
Giacomo Filippo Maraldi, parfois appelé Jacques Philippe Maraldi, né le 21 août 1665 à Perinaldo (alors comté de Nice des États de Savoie) et mort le 1er décembre 1729, est un mathématicien et astronome franco-italien.

## Biographie
Il est neveu de Giovanni Domenico Cassini, qui le fait venir en France en 1687 à l'observatoire de Paris.
Il élève son petit-neveu, César-François Cassini, deuxième fils de Jacques Cassini.
Il est élève astronome, le 28 août 1694, sous Cassini, puis premier titulaire nommé par Louis XIV associé astronome, le 28 janvier 1699, associé géomètre le 4 mars 1699, pensionnaire astronome le 1er février 1702.

## Contributions
Maraldi fait un grand nombre d'observations (qu'on trouve dans les Mémoires de l'Académie des sciences, parmi lesquelles on remarque ses Considérations sur la théorie des planètes) ; il est admis à l'Académie royale des sciences en 1699.
Vers 1705, il constitue un catalogue des positions des étoiles, le Catalogue des étoiles fixes, resté inédit, dans le but de découvrir des parallaxes, mais en vain. Lors de ses observations de Mars, en 1704 et 1719, il détermine la période de rotation de cette planète (environ 24 h 40). À la surface de Mars, il observe la tache polaire australe (découverte par Christiaan Huygens) et découvre en 1704 la tache polaire boréale. Il remarque la légère excentricité de celles-ci par rapport aux pôles. De plus, il observe les lunes de Jupiter et étudie le passage de plusieurs comètes ; il en découvre deux, la C/1702 H1 et la C/1706 F1. Il démontre que le halo de lumière visible lors d'une éclipse totale de Soleil provient du Soleil et non de la Lune. En 1704, il découvre que l'étoile R Hydrae est une étoile variable.
Entre 1700 et 1718, avec Giovanni Domenico Cassini (mort en 1712) et Gabriel-Philippe de La Hire (1677-1719), il travaille sur la méridienne et prolonge la triangulation géodésique de Dunkerque à Collioure, aux pieds des Pyrénées.
C'est à Maraldi (Mémoires de l'Académie des Sciences, 1715) que l’on doit les premiers travaux sur les causes des différentes apparences des anneaux de Saturne. En 1723, il décrit le premier les taches de diffraction de Fresnel, mais son annonce passe inaperçue. (Arago les redécouvrira).
En mathématiques, il est aussi connu pour son calcul expérimental des angles du dodécaèdre régulier et des angles des rhombes des alvéoles d'abeilles.

## Publications (liste partielle)
- « Observations météorologiques de l'an 1725 »
- « Observations faites à Pékin, & comparées avec celles qui ont été faites à Paris »
- Observations météorologiques de l'an 1726
- Maraldi Jacobus Philippus a Perinaldo ad philosophiae, ac medicinae lauream in Regia Taurinensi Scientiarum Academia Anno Domini MDCCLXVIII…
- « Observations des éclipses des satellites de Jupiter, faites à Perinaldo en 1789, 1790 et 1791 avec une lunette achromatique de 3 pieds de foyer, et 27 lignes d'ouverture, qui grossit soixante fois », dans Mémoires de l'Académie royale des sciences (1790-1791), no 2, p. 181–186

## Hommages
Deux cratères, l'un sur la Lune, l'autre sur Mars (en) portent le nom de Maraldi en son honneur et en l'honneur de son neveu.